# Garadzkija
Garadzkija – białoruski zespół rockowy, założony w 2002 roku jako poboczny projekt gitarzysty mińskiej grupy N.R.M., Pita Paułaua. Nazwa zespołu oznacza dosłownie „mieszczanie” lub „miejscy” i według jego założyciela odzwierciedla urbanistyczny charakter muzyki, jaką grupa wykonuje. Teksty piosenek Garadzkich tworzone są w języku białoruskim, natomiast w ich warstwie muzycznej główną rolę odgrywa brzmienie gitar elektrycznych. W połowie pierwszej dekady XXI wieku Garadzkija znajdowali się na tzw. czarnej liście grup muzycznych, którym białoruskie władze uniemożliwiają działalność twórczą z powodów politycznych. W tym okresie formacja wielokrotnie koncertowała w Polsce.

## Historia

### Początki iGaradzkija(2002–2007)
W latach 2000–2002, gdy zespół N.R.M. odnosił na białoruskiej scenie rockowej znaczące sukcesy dzięki płycie Try čarapachi, a jego lider Lawon Wolski zainicjował swoje dwa poboczne projekty muzyczne, grupy Zet i Krambambula, podobne plany, których koncepcja narodziła się już kilka lat wcześniej, urzeczywistnić mógł również gitarzysta N.R.M., Pit Paułau. Obok folkowego projektu pod nazwą Pete Paff założył on także własny zespół rockowy, w którym mógłby występować równolegle do działalności N.R.M. i realizować swoje indywidualne koncepcje artystyczne. Do współpracy obok perkusisty N.R.M. Aleha Dziemidowicza Paułau zaprosił także gitarzystę Dzianisa Sawika oraz basistę Alaksieja Rudaua. Grupa początkowo funkcjonowała jako Harackija (w cyrylicy: Гарацкія), w marcu 2003 roku pisownia nazwy została jednak ostatecznie zmieniona na Garadzkija.
Zespół oficjalnie zadebiutował udziałem w wydanej w grudniu 2002 roku w składance Personal Depeche, będącej białoruskim tribute albumem dla brytyjskiej grupy synthpopowej Depeche Mode, nagrywając utwór „Adczuwaju” (cover utworu „I Feel You”). Już wcześniej, na początku 2002 roku grupa przygotowała zawierający cztery utwory maxi singel Sini apelsyn, będący zapowiedzią przyszłej studyjnej płyty zespołu. Oprócz piosenki tytułowej, skomponowanej do tekstu białoruskiego pisarza Adama Hlobusa, znalazł się na nim także utwór „Toj, što pryjdzie paśla”, który trafił w październiku 2002 roku na playlistę białoruskiego oddziału Radia Swoboda.
Debiutancki album Garadzkija został wydany w 2003 roku i zaprezentowany w mińskim klubie Reaktar 7 listopada, w urodziny Pita Paułaua. Na płycie znalazło się trzynaście utworów, w tym akustyczna piosenka „Na dałoni”, która w późniejszym okresie wydana została w wersji elektrycznej na albumie D.P.B.Cz. zespołu N.R.M. W zapisie płyty oprócz członków zespołu wzięli udział także: Dana (chórki), Masud Talebani (darbuka), Nasta Niamszon (cymbały), Kastuś Karpowicz (puzon) oraz Iwan Kaurecki (trąbka). Dwa lata później wydawnictwo West Records dokonało reedycji albumu.
W 2004 roku grupa wzięła udział w projekcie Hienierały ajczynnaha roku, nagrywając dla niego utwór „Tak ci nie?”. Na festiwalu prezentującym składankę, który odbył się 25 kwietnia 2004 roku w Pałacu Lodowym w Mińsku, Garadzkija zdobyli grand prix w konkursie młodych zespołów. W tym samym roku grupa opublikowała teledysk do utworu „Jak manekien”, który został wyreżyserowany przez Witala Czyżoua. W 2005 roku utwór „Sam na sam” trafił do zestawienia 30 najlepszych białoruskich piosenek tego roku, wydanych na składance Premjer Tuzin 2005. 15 czerwca 2007 roku w telewizji MTV Garadzkija zaprezentowali swój drugi klip. Reżyserem teledysku do piosenki „Kaŭbasić dy pluščyć” był Juryj Stajuniczau.

### Zmiany składu iZbroja. Zołata. Kabiety(2008–)
W 2008 roku z zespołem rozstali się Sawik, Rudau oraz Dziemidowicz. Na ich miejsce do Garadzkich dołączyli gitarzysta Andrej Kawalkou, basista Alaksandr Haron oraz perkusista Andrej Sanonienka. Po zmianach w składzie grupy odbyło się tourneé po Polsce, w ramach którego muzycy występowali samodzielnie bądź na wspólnych z polskimi wykonawcami koncertach. W wywiadzie podsumowującym trasę koncertową Pit Paułau określił brzmienie grupy w nowym zestawieniu jako bardziej ostre i konkretne, zapowiadając przy tym prace nad kolejnym albumem studyjnym grupy. 26 listopada tego roku, w mińskim klubie Dakota, Garadzkija wzięli udział w prezentacji debiutanckiego albumu zespołu Tlusta Lusta.
Pierwszy utwór zapisany przy udziale nowego składu zespołu, „Usio, što mianie ŭ hetym śviecie trymaje”, został wydany w marcu 2008 roku na kompilacji NiezależnyJA, zaś w listopadzie 2008 roku trafił jako singel do notowania listy przebojów portalu Tuzin Hitou. Piosenka została napisana przez Paułaua już osiem lat wcześniej na potrzeby projektu Ja naradziusia tut, ostatecznie nie trafiła jednak na wydany wówczas album. W grudniu 2008 roku Pit Paułau ogłosił casting do nowego teledysku zespołu. Klip do utworu „Toj, što pryjdzie paśla” został wyreżyserowany przez Anatola Wieczara i nagrany przy udziale białoruskiej telewizji państwowej. Po opublikowaniu teledysku na początku 2009 roku lider zespołu musiał odkupić materiał od telewizji. W listopadzie 2009 roku grupa wzięła udział w programie telewizji CTV Zwiozdnyj ring, gdzie zmierzyła się z rosyjskojęzyczną wokalistką popową Hanną Szarkunową. W programie muzycy zagrali cztery utwory, pośród których znalazła się także premierowa piosenka „Załaty sezon”. W grudniu 2009 roku wytwórnia West Records wydała kompilację Premjer Tuzin 2009 z piosenką „Usio, što mianie ŭ hetym śviecie trymaje” w charakterze jednego z utworów bonusowych.
26 września 2010 w Połocku na spotkaniu z publicznością lider zespołu zdradził szczegóły swojego nowego projektu Zbroja. Zołata. Kabiety, inspirowanym życiem i twórczością działającego w okresie międzywojennym na polsko-radzieckim pograniczu szpiega i pisarza Sergiusza Piaseckiego. Koncepcja, nad którą Paułau rozpoczął pracę ponad rok wcześniej, zakładała przygotowanie filmu fabularnego oraz albumu muzycznego, za którego brzmienie odpowiedzialne miały być grupy Garadzkija i Pete Paff. W listopadzie 2010 roku został zaprezentowany pierwszy przygotowany na potrzeby projektu singel w postaci studyjnej wersji piosenki „Załaty sezon”. Wideoklip do utworu wyreżyserował sam Pit Paułau. W dniu urodzin wokalisty, 7 listopada, odbył się wielki koncert zespołu w ramach projektu Paułaua „Żywy huk ON-LINE”.
Z okazji odbywającego się w Mińsku w lutym 2011 roku Pucharu Świata w zapasach w stylu klasycznym na zamówienie Białoruskiej Federacji Zapasów powstał wideoklip do piosenki „Usio, što mianie ŭ hetym śviecie trymaje” w reżyserii Arcioma Priadko. W kolejnych latach dwa utwory zespołu znalazły się na nowo wydanych składankach – piosenka „Usio, što mianie ŭ hetym śviecie trymaje” kompilacji Simwały wiery i swabody z 2013 roku, natomiast „Adczuwaju (I Feel You)” stała się częścią greckiej składanki coverów Depeche Mode (English) words are very unnecessary, wydanej 28 kwietnia 2016 roku przez wydawnictwo Hysterika.
Podczas pracy nad albumem Zbroja. Zołata. Kabiety po raz drugi zmienił się skład zespołu – do grupy dołączyli syn lidera zespołu, Jan-Wincent Łucewicz (gitara), Hleb Hałuszka (gitara basowa) oraz Alaksandr Wałoszczyk (perkusja). W marcu 2017 roku Pit Paułau ogłosił zbiórkę crowdfundingową na wydanie albumu Zbroja. Zołata. Kabiety, która odbyła się na portalu Ulej.by. Krótko po tym, Paułau zaprezentował dwa teledyski do piosenek z nowej płyty, wyreżyserowane przez gitarzystę Jana-Wincenta Łucewicza. Album, w którego zapisie brali udział wszyscy muzycy zespołu, został zaprezentowany 18 maja 2017 roku w mińskim klubie Bruhie jako solowy projekt lidera Garadzkich.

## Skład

### Ostatni skład
- Pit Paułau – gitara, wokal (od 2002)
- Jan-Wincent Łucewicz – gitara (od 2015)
- Hleb Hałuszka – gitara basowa (od 2015)
- Alaksandr Wałoszczyk – perkusja (od 2016)

### Byli członkowie
- Dzianis Sawik – gitara (2002–2008)
- Alaksiej „Rudolf” Rudau – gitara basowa (2002–2008)
- Aleh „Alezis” Dziemidowicz – perkusja (2002–2008)
- Andrej Kawalkou – gitara (2008–2015)
- Alaksandr Haron – gitara basowa (2008–2015)
- Andrej Sanonienka – perkusja (2008–2015)

## Dyskografia

### Albumy studyjne
| Rok  | Dane dot. albumu                   |
| ---- | ---------------------------------- |
| 2003 | Garadzkija - Wydawca: West Records |

### Single
| Rok  | Dane dot. singla                                                                                                 |
| ---- | --- |
| 2002 | Sini apelsyn - Alternatywna pisownia tytułu: Сіні апэльсын                                                       |
| 2008 | „Usio, što mianie ŭ hetym śviecie trymaje” - Alternatywna pisownia tytułu: „Усё, што мяне ў гэтым сьвеце трымае” |
| 2010 | „Załaty sezon” - Alternatywna pisownia tytułu: „Залаты сэзон”                                                    |

### Wydawnictwa, na których znalazły się utwory zespołu
| Rok  | Dane dot. albumu                                                                           | Utwór                                      |
| ---- | ------------------------------------------------------------------------------------------ | ------------------------------------------ |
| 2002 | Personal Depeche - Data wydania: grudzień 2002 - Wydawca: West Records, MSH Records        | „Adczuwaju (I Feel You)”                   |
| 2004 | Hienierały ajczynnaha roku - Data wydania: 25 kwietnia 2004 - Wydawca: BMA-group           | „Tak ci nie?”                              |
| 2005 | Premjer Tuzin 2005 - Data wydania: listopad 2005 - Wydawca: West Records                   | „Sam na sam”                               |
| 2008 | NiezależnyJA - Data wydania: 25 marca 2008 - Wydawca: BMA-group                            | „Usio, što mianie ŭ hetym śviecie trymaje” |
| 2009 | Premjer Tuzin 2009 - Data wydania: 24 grudnia 2009 - Wydawca: West Records                 | „Usio, što mianie ŭ hetym śviecie trymaje” |
| 2013 | Simwały wiery i swabody - Data wydania: 31 maja 2013 - Wydawca: BMA-group, Volia Music     | „Usio, što mianie ŭ hetym śviecie trymaje” |
| 2016 | (English) words are very unnecessary - Data wydania: 28 kwietnia 2016 - Wydawca: Hysterika | „Adczuwaju (I Feel You)”                   |

## Teledyski
| Rok  | Tytuł                                      | Pisownia alternatywna                 | Reżyser           |
| ---- | ------------------------------------------ | ------------------------------------- | ----------------- |
| 2004 | „Jak manekien”                             | „Як манекен”                          | Wital Czyżou      |
| 2007 | „Kaŭbasić dy pluščyć”                      | „Каўбасіць ды плюшчыць”               | Juryj Stajuniczau |
| 2009 | „Toj, što pryjdzie paśla”                  | „Той, што прыйдзе пасьля”             | Anatol Wieczar    |
| 2010 | „Załaty sezon”                             | „Залаты сэзон”                        | Pit Paułau        |
| 2011 | „Usio, što mianie ŭ hetym śviecie trymaje” | „Усё, што мяне ў гэтым сьвеце трымае” | Arciom Priadko    |